# Arturo Juan Escuder Croft
Arturo Juan Escuder Croft (Santa Cruz de Tenerife, 26 de setembre de 1932 - Brussel·les, 8 d'octubre de 1992) fou un advocat, economista, polític i empresari canari. Es llicencià en dret i posteriorment en economia a la Universitat de Deusto. Exercí com a advocat però es dedicà més al ram empresarial, assolint càrrecs com el de conseller del FORPPA, vicepresident de la Junta del Port de Tenerife i president de la Cambra de Comerç, Indústria i Navegació de Santa Cruz de Tenerife de 1979 a 1987.
També va ser fundador d'Asinte i de l'Associació d'Industrials de Canàries (Asinca), expresident de la Confederació Europea de Begudes Refrescants, president del consell d'administració de Galletas Himalaya, SA de Tenerife, i estigué vinculat a Embotelladora Madrileña, SA.
Membre d'Alianza Popular, fou elegit diputat per Santa Cruz de Tenerife a les eleccions generals espanyoles de 1982. De 1982 a 1986 fou vocal de la Comissió d'Economia, Comerç i Hisenda del Congrés dels Diputats. També formà part de l'Assemblea de Parlamentaris Canaris preautonomic i del Cabildo Insular de Tenerife.
Després fou elegit diputat a les eleccions al Parlament Europeu de 1987 i 1989. De 1986 a 1989 fou membre de la delegació per a les relacions amb els països de Sud-amèrica del Parlament Europeu. El 1991 va patir un cop molt dur en morir en un accident d'automòbil el seu fill José Rafael Escuder Martín, campió mundial de vela classe vaurien.
Va morir d'un atac de cor quan anava a una sessió del Parlament Europeu. En honor seu, des del 1994 la Cambra de Comerç de Tenerife atorga el Premi Arturo Escuder Croft.